# The Bra
Pour plus de détails, voir Fiche technique et Distribution.
The Bra est une comédie dramatique allemande réalisée par Veit Helmer sortie en 2018.

## Fiche technique
- Titre original : The Bra
- Réalisation : Veit Helmer
- Scénario : Veit Helmer et Leonie Geisinger
- Décors : Batcho Makharadze
- Costumes : Mehriban Effendi
- Photographie : Felix Leiberg
- Montage : Vincent Assmann
- Musique : Cyril Morin
- Producteur : Veit Helmer
  - Producteur délégué : Shirin Hartmann et Tsiako Abesadze
- Sociétés de production : Veit Helmer Filmproduktion, Mondex Films, Saarländischer Rundfunk, Südwestrundfunk et Bayerischer Rundfunk
- Société de distribution : Bodega Films
- Pays d'origine :  Allemagne
- Langue originale : allemand
- Format : couleur
- Genre : Comédie dramatique
- Film sans dialogues
- Durée : 90 minutes
- Dates de sortie :
  -  Allemagne : 
    - 26 octobre 2018 (Hof-sur-Saale)
    - 7 mars 2019 (en salles)

  -  France : 11 septembre 2019

## Distribution
- Miki Manojlović : Nurlan
- Denis Lavant : l’apprenti
- Tchoulpan Khamatova : The Point Switcher
- Ismail Quluzade : le garçon
- Maia Morgenstern : la tricheuse
- Paz Vega : la femme oublieuse
- Frankie Wallach : la danseuse
- Boryana Manoilova : la mariée
- Manal Issa : la mère avec un bébé
- Irmena Chichikova : la veuve